# Austin Skyline
Austin Skyline ist das vierte Studioalbum des US-amerikanischen Country- und Folkmusikers Jimmy LaFave.

## Titelliste
1. Thru the Neon Night – 4:50
2. Girl from the North Country – 4:17
3. Desperate Men Do Desperate Things – 4:18
4. When It Starts to Rain – 4:04
5. Deep South 61 Delta Highway Blues – 3:56
6. Walk Away Renee – 4:45
7. Measuring Words – 4:14
8. You're a Big Girl Now – 6:05
9. Leopard-Skin Pill-Box Hat – 3:53
10. Only One Angel – 5:04
11. Everytime – 4:19
12. Rocket in My Pocket – 4:19
13. Darkest Side of Midnight – 6:00
14. Restless Spirits – 4:26
15. Trouble Free – 3:38
16. Shelter from the Storm – 6:21

## Hintergrund
Das Album ist das erste, das Jimmy LaFave bei dem Label Bohemia Beat, für das er noch bis 2001 tätig war, veröffentlichte. Die Aufnahmen stammen teilweise von zwei Shows, die LaFave in Austin gespielt hatte, andere wurden im Tonstudio Marcia Balls aufgenommen. Der Titel spielt dabei auf das 1969 von Bob Dylan veröffentlichte Nashville Skyline an. Dylan gilt als eines der größten Vorbilder LaFaves, zudem stammen vier der 16 Titel im Original vom Folksänger. Die restlichen Lieder sind größtenteils von Jimmy LaFave selbst geschrieben. Zu den bekanntesten Songs des Albums zählt – neben den Covern – Only One Angel, das auch auf zwei Kompilationsalben vorhanden ist.

## Rezeption
Auf der Seite Allmusic gab es eine positive Wertung, vier von fünf Sternen wurden vergeben. In einem Internetblog war das Urteil ebenfalls positiv, die Songs (insbesondere Only One Angel) wurden als gefühlvoll und glaubhaft beschrieben. Gelobt wurde zudem das Lied Desperate Men Do Desperate Things. Außerdem seien die Bob Dylan-Cover-Songs sehr gelungen, so der Autor.